# ポプラレス
ポプラレス（羅: Populares）は、共和政ローマ末期の政治一派とされる用語。日本語では民衆派、平民派と呼ばれるが、定義が不明確で、集団ではなく、自身の目的達成のために民衆を利用するものを指すとする学者もいる。
16世紀から19世紀にかけて、ローマの社会情勢は、おそらくその当時の状況から想像される、貴族と平民というような二極構造と見なされてきたが、プロソポグラフィによる分析の結果、現在学者の間では、二極構造よりも個人的な友情・取引・家族関係などによって結ばれたいくつかのグループの存在が想定されている。

## 概要
ティベリウス・グラックスは数ヶ月の間、まるで王のように振る舞った。

これまでのローマの歴史にはなかったことだ。。。

ガイウス・グラックスがこれから何をしでかすか、占いたくもない。

徐々にだが、破滅へ向かって加速度的に滑り出している。

ガビニウス法、その2年後のカッシウス法で、選挙もめちゃくちゃ。

今や人々と元老院の分断は明らかで（Videre iam videor populum a senatu disiunctum）、

多くの事を大衆の意志が（multitudinis arbitrio）動かしている。

どうすればそれを防げるかではなく、そう出来るかを学ぶ者の方が多いのだ。
キケロ『友情について』41. ガイウス・ラエリウス・サピエンスの台詞

共和政ローマの政治を主導してきた元老院に対し、平民の支持を基盤に政治を行おうとした一派をポプラレスという（これに対し、従来通り元老院主導による政治を行おうとする者たちを総じてオプティマテス、閥族派、元老院派と呼ぶ）。
ポプラレスが政治家を指して初めて使われたのは、紀元前66年と考えられており、現在ではポプラレスは同時に複数いることは稀で、まとまった集団として機能したことはないというのが学者の共通認識となっており、そもそもの定義も定まっている訳ではない。ただ、キケロの言うところの、自身の目的達成のために元老院ではなく民衆を利用するものたち、というのがおおむね受け入れられている。他にも、オプティマテスと共に現代的な政党ではなかったというのが当たり前の認識であり、この幽霊が成仏することを願っていると言う学者もいる。

## 現代の研究
貴族（nobilitas）はその権威（dignitas）を、

人々はその自由を振り回すようになり、

おのおのが奪うことに夢中になった。

このため全ては2つの党（partis）に分かれ、

共和国は引き裂かれた。
サッルスティウス『ユグルタ戦記』41.5

テオドール・モムゼンも門閥派と民衆派というような派閥の対立として捉えた一人であり、19世紀の社会情勢の影響も考えられ、また彼自身も反論があることを踏まえつつ書いていた節がある。この対立構造に問題があることは認識されてはいるが、完全な解決には至っていない。リリー・ロス・テイラーは、モムゼンの用法は当時のものであり、現在のそれとは意味合いが違うことを指摘しているという。
従来、共和政末期に戦争によって中小農民が土地を手放し、支配階層であるノビレスによる大土地所有が進んだため、支配層に対抗して没落農民の救済のために改革が行われてきたと説明されてきたが、近年の発掘調査からはそのような傾向は確実には読み取れないことが明らかとなった。また、史料から中小農民の没落を読み取ろうとする動きもあったが、限られた情報から確定するには至っていない。同じ文脈で解説されるマリウスの軍制改革による職業軍人化という見方にも、否定的な研究が出てきている。無理な二極化によって、時代背景の理解に支障をきたしており、状況に応じて「マリウス・キンナ派」「カエサル派」といった具合に区別すべきだという提唱もある。